# 大涼山
大涼山是位于中華人民共和國四川省南部金沙江左岸的一個山脈，与云南的五连峰相对；地跨凉山彝族自治州东部、乐山市南部以及宜宾市西部。主脉黄茅埂（羅馬化：Njit Yip Shuo Nuo Bbo，井叶硕诺）横跨美姑县、马边县和雷波县县界，北起大风顶（羅馬化：Sse Fut Hxo Jjy，惹夫伙基）、南至龙头山（羅馬化：Shuo Nuo Ax Jju Bbo，硕诺阿居波），南北跨度近100千米，以该山脉为界分出地理区域大小凉山。大涼山的最高山峰是位于金阳、昭觉、雷波三县交界的狮子山主峰沙马莫豁波，海拔4076米。成昆铁路穿越大涼山西側。

## 图片

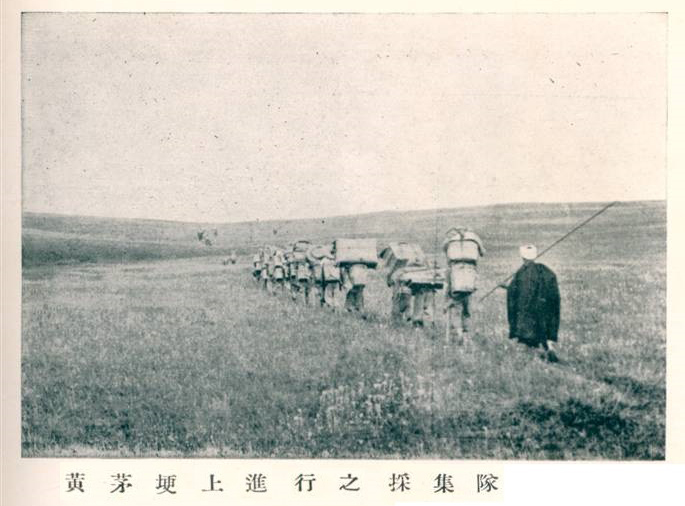
中國西部科學院1935年《雷馬峨屏調查記問題回報》：黃茅埂上進行之採集隊
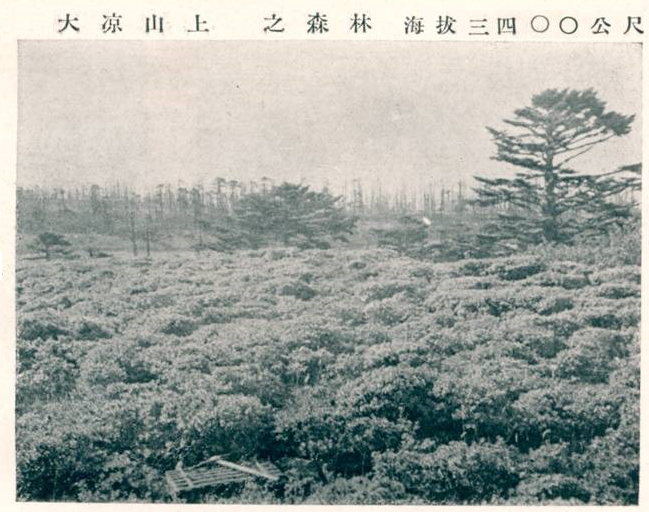
《雷馬峨屏調查記問題回報》：大凉山上之森林
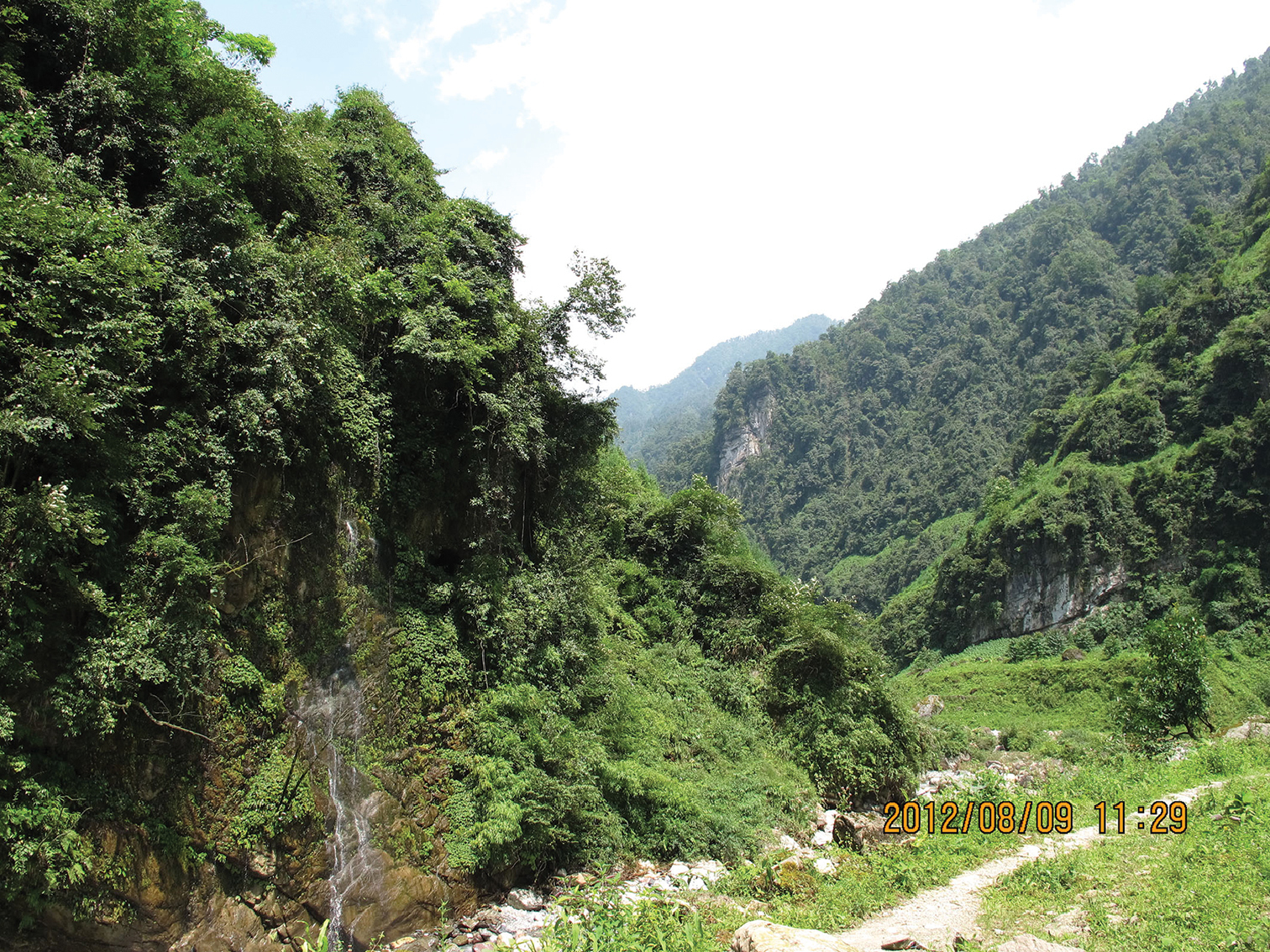
大风顶自然保护区